# Couze-et-Saint-Front
Couze-et-Saint-Front (tiếng Occitan là Cosa e Sent Front) là một xã của Pháp, nằm ở tỉnh Dordogne trong vùng Aquitaine của Pháp.
Xã này có diện tích 8,19 km2, dân số năm 2007 là 775 người.

## Thông tin nhân khẩu
| Năm    | 1962 | 1968 | 1975 | 1982 | 1990 | 1999 | 2007 |
| ------ | ---- | ---- | ---- | ---- | ---- | ---- | ---- |
| Dân số | 885  | 876  | 921  | 831  | 781  | 759  | 775  |